# کوجشال
latitudeکوجشالlongitudeکوجشال
کوجشال (به انگلیسی: Coggeshall) یک منطقهٔ مسکونی در انگلستان است که در شرق انگلستان واقع شده‌است.

## خصوصیات
کوجشال ۳٬۹۱۹ نفر جمعیت دارد.